# Вашкевич Віктор Миколайович
Віктор Миколайович Вашкевич (11 серпня 1951, с. Рожковичи, Пружанський район — 28 червня 2025) — український науковець. Академік УАН (з 1994), відділення гуманітарних наук.

## Біографія
Освіту здобував у КНУ ім. Тараса Шевченка на історичному факультеті (1973—1978); кандидат історичних наук (1983), доцент (1989). Професор НПУ ім. Михайла Драгоманова. Надалі:
- Головний редактор збірника наукових праць «Гілея (науковий вісник)».

- Викладач, доцент, завідувач кафедри Українського державного морського технічного університету (1978–1998).

- Помічник-консультант нардепа Валерія Акопяна (1998—2006).

- Входив до міжнародної асоціації вчених «За гуманізм» (Спб). Президент Миколаївського регіонального центру соціальних досліджень УАННП (1994—1997).

- Відповідальний секретар обласної редколегії науково-документальної серії книг «Реабілітовані історією» (1993—1998).

- Вивчав проблеми історіографії II СВ, історії України, краєзнавства. Розроблено та запроваджено в регіонах систему соціального моніторингу, різні політтехнологічні моделі.

## Праці
Автор (співавтор) понад 100 наук. праць, зокрема книг: «Сила, победившая фашизм» (1990), "Лето 1941. Украина: Документы и материалы. Хроника событий " (1991), «Холокауст на Украине и антисемитизм в перспективе» (1992), «Історія України в особах: ХІХ-ХХ ст.» (1995), «Реабілітовані історією. Масові репресії у 1920-ті 1950-ті роки. Збірник документів та матеріалів» (2000), «Трагедія століття: голодомор 1932—1933 років» (2003), «Історична свідомість молоді: політологічний концепт» (2005).
Заслужений працівник народної освіти України (1997).
Захоплення: футбол, література.